# James Anderson mlajši
James Anderson mlajši, ameriški marinec, * 22. januar 1947, Los Angeles, Kalifornija, † 28. februar 1967, Vietnam.

## Življenjepis
Anderson je 1958 končal osnovno šolo v rodnem mestu. Srednjo šolo je končal v Comptonu (Kalifornija). 
17. februarja 1966 je vstopil v Korpus mornariške pehote Združenih držav Amerike; osnovno urjenje je avgusta 1966 končal v 1. rekrutnem trenažnem bataljonu (MCB San Diego (Kalifornija). 
Nato je bil premeščen v Camp Pendleton, kjer je prejel nadaljnje urjenje v sestavi 2. bataljona 2. pehotnega trenažnega polka.
Decembra 1966 je prispel v Vietnam, kjer je služil kot strelec v četi F 2. bataljona 3. marinskega polka 3. marinske divizije v provinci Quang Tri. 28. februarja 1967 je bil v boju smrtno ranjen.
Za svoje zasluge v boju je prejel medaljo časti.

## Napredovanja
- poddesetnik - avgust 1966

## Odlikovanja
- medalja časti
- škrlatno srce
- National Defense Service Medal
- Vietnam Service Medal z eno bronasto zvezdo
- Vietnamese Military Merit Medal
- Vietnamese Gallantry Cross z palmo
- Republic of Vietnam Campaign Medal